# Winter Storm
A Winter Storm a finn Ensiferum zenekar kilencedik nagylemeze, 2024. október 18-án jelent meg a Metal Blade kiadónál, a borító újfent Havancsák Gyula munkája. Videóklip ezúttal öt számra is készült (Winter Storm Vigilantes, Long Cold Winter of Sorrow and Strife, Fatherland, The Howl, és Victorious).
A lemez témája a basszusgitáros Sami Hinkka egy még kiadatlan könyvéből származik, mely egy fantasy-történet a Vigilantes (Virrasztók) és a North Folk (Északi Nép) harcáról. A Vigilantes, hosszú kísérletezés után, egy bizonyos ritka (és titokzatos) elem segítségével képesek lettek arra, hogy lovaikkal a levegőbe emelkedjenek. A csodás elem iránti olthatatlan vágyuk azonban kegyetlenné és kapzsivá tette őket, és amikor egy kis északi törzs földjére áhítoztak, az szembeszállt, mígnem egy végső nagy csatában a törzset védelmező sámán és egy szökevény Virrasztó összecsapott a Virrasztókkal.

## Az album dalai
Az összes dalszöveg szerzője Hinkka. 
| 1.    | Aurora (Toivonen)                                           | 01:14 |
| 2.    | Winter Storm Vigilantes (Toivonen, Ensiferum)               | 05:12 |
| 3.    | Long Cold Winter of Sorrow and Strife (Toivonen, Ensiferum) | 06:59 |
| 4.    | Fatherland (Hinkka, Ensiferum)                              | 04:51 |
| 5.    | Scars in My Heart (Toivonen, Ensiferum)                     | 04:39 |
| 6.    | Resistentia (Hinkka, Toivonen)                              | 01:18 |
| 7.    | The Howl (Toivonen, Ensiferum)                              | 05:54 |
| 8.    | From Order to Chaos (Toivonen, Ensiferum)                   | 08:42 |
| 9.    | Leniret Coram Tempestate (Toivonen)                         | 00:37 |
| 10.   | Victorious (Toivonen, Ensiferum)                            | 03:42 |
| 43:08 |                                                             |       |

## Közreműködők
- Petri Lindroos – ének, gitárok
- Markus Toivonen – gitárok, ének
- Sami Hinkka – basszusgitár, ének
- Janne Parviainen – ütős hangszerek
- Pekka Montin – szintetizátor, ének

### Vendégzenészek
- Lassi Logrén – nyckelharpa, hegedű
- Mikko P. Mustonen – hangszerelés
- Madeleine Liljestam – ének (a Scars In My Heart c. számban)

### Egyéb
- Janne Joutsenniemi – producer
- Jens Bogren – keverés és mastering